# Ekkachai Rittipan
Ekkachai Rittipan (tiếng Thái: เอกชัย ฤทธิพันธ์, sinh ngày 23 tháng 5 năm 1990), còn được biết với tên đơn giản Puan (tiếng Thái: ปืน), là một cầu thủ bóng đá người Thái Lan thi đấu ở vị trí tiền vệ chạy cánh cho câu lạc bộ Giải bóng đá Ngoại hạng Thái Lan Nakhon Ratchasima.